# Leucostigma
Leucostigma is een geslacht van slakken uit de  familie van de Clausiliidae.

## Soorten
De volgende soorten zijn bij het geslacht ingedeeld:
- Leucostigma candidescens (Rossmässler, 1835)

### Synoniemen
- Leucostigma leucostigma (Rossmässler, 1836) => Leucostigma candidescens leucostigma (Rossmässler, 1836)